# 武霊叢台

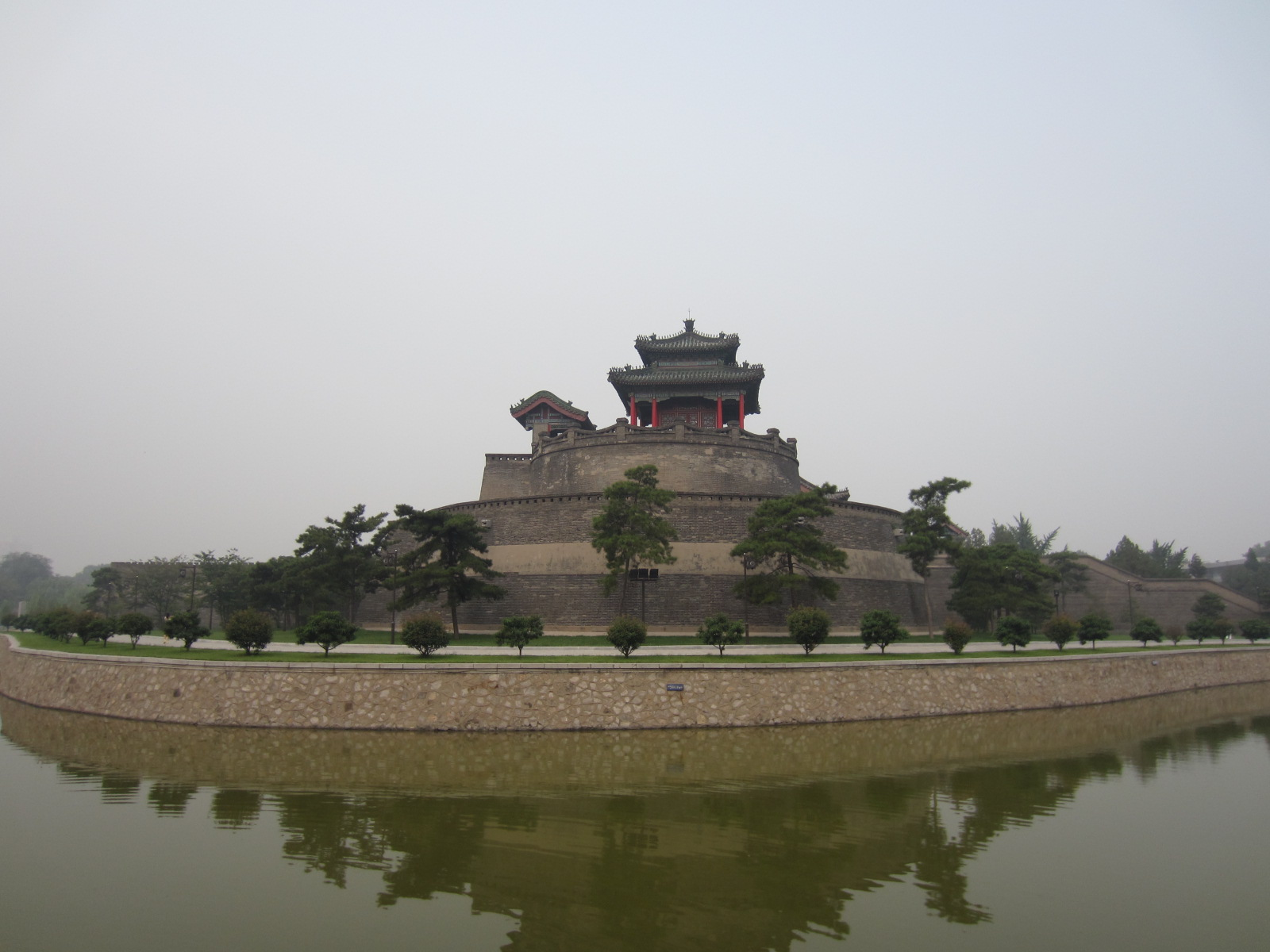
叢台

武霊叢台（ぶれいそうたい）は、中国の河北省邯鄲市叢台区に存在する建物の史跡。趙の武霊王が築かせたという。

## 概要
武霊叢台の歴史は、遠く戦国時代に遡ると言われている。武霊叢台を築かせたのは、中国で最も早く胡服騎射の技術を導入させ、自国の軍隊を中華最強の軍隊にした、趙の武霊王であった。趙の武霊王は彼の軍隊を閲兵するために、又は、舞踊を眺めるために、この武霊叢台を首都の邯鄲の大北城にに築かせたのであった。なお、「叢」という漢字は、宮殿の基壇が集まった場所という意味である。
元来は閲兵台の役割を果たしていたが、趙の国が滅びると共にその役割を終え、景観を眺める台として著名になって行き、その景観は、詩歌にも詠まれるようにもなった。叢台の上にある楼閣や石垣の多くは、のちの時代に増築、補強されたものである。なお、現在の「趙武霊王叢台跡碑」その石碑は明の万暦年間に設置されたものである。
現在は、邯鄲の市街地のど真ん中に残っており、市内では最も古い建造物となっている。

## 関連事項
- 趙
- 武霊王
- 叢台区